# Олійник Оксана Вікторівна
Олійник Оксана Вікторівна (нар. 22 липня 1976 року) — Заслужений працівник освіти України, перший проректор Державного університету «Житомирська політехніка», доктор економічних наук, професор.

## Освіта
1993  закінчила ЗОШ № 8, м. Житомир.
1993—1998  Житомирський інженерно-технологічний інститут (ЖІТІ), нині – Державний університет «Житомирська політехніка», факультет економіки та менеджменту, спеціальність «Менеджмент у виробничій сфері», кваліфікація «інженер-економіст». 
Диплом спеціаліста з відзнакою.

## Науковий ступінь та вчене звання
- З 2002  р. Кандидат економічних наук.  Захистила дисертацію у спеціалізованій вченій раді Тернопільська академія народного господарства 02 жовтня 2002  (диплом кандидата економічних наук – ДК № 016851 – Київ, 11 грудня 2002 р.).

Тема дисертації “Витрати в системі бухгалтерського обліку": теорія, методика, практика (на прикладі підприємств нерудної промисловості)”. 
Вчене звання доцент по кафедрі обліку і аудиту присвоєно 23 жовтня 2003  р. (атестат доцента – ДЦ № 008424). 
- З 2009 р. Доктор економічних наук; Дисертацію захистила 24 березня 2009  р. у спеціалізованій вченій раді Державної академії статистики, обліку та аудиту Держкомстату України (диплом доктора економічних наук – ДД № 007689 – Київ, 14 жовтня 2010  р.).

Тема дисертації “Розвиток економічного аналізу в умовах інституційних змін: теорія, методологія, організація”. 
Вчене звання професор по кафедрі аналізу і статистики присвоєно 09 листопада 2010  р. (атестат професора – 12 ПР № 006248)

## Робота
Стаж педагогічної роботи у закладах вищої освіти більше 10 років. Основні етапи науково-педагогічної діяльності:
| Період                    | Посада із зазначенням підприємства, установи, організації, а також центрального чи місцевого органу виконавчої влади                  | Місцезнаходження підприємства, установи, організації |
| ------------------------- | --- | ---------------------------------------------------- |
| 09.1998-11.1998           | Асистент кафедри економіки, обліку і аудиту Житомирського інженерно-технологічного інституту                                          | м. Житомир                                           |
| 12.1998-11.2001           | Аспірант Житомирського інженерно-технологічного інституту                                                                             | м. Житомир                                           |
| 12.2001-06.2002           | Асистент кафедри обліку і аудиту Житомирського інженерно-технологічного інституту                                                     | м. Житомир                                           |
| 07.2002-11.2003           | Доцент кафедри обліку і аудиту Житомирського інженерно-технологічного інституту, Житомирського державного технологічного університету | м. Житомир                                           |
| 11.2003-11.2005           | Декан обліково-фінансового факультету Житомирського державного технологічного університету                                            | м. Житомир                                           |
| 12.2005-11.2008           | Докторант Житомирського державного технологічного університету                                                                        | м. Житомир                                           |
| 12.2008-04.2009           | Професор кафедри аналізу і статистики Житомирського державного технологічного університету                                            | м. Житомир                                           |
| 04.2009-03.2011           | Виконуюча обов’язки першого проректора Житомирського державного технологічного університету                                           | м. Житомир                                           |
| 03.2011-По теперішній час | Перший проректор Житомирського державного технологічного університету, Державного університету «Житомирська політехніка»              | м. Житомир                                           |

## Нагороди та відзнаки
- 2004 р. Почесна грамота Житомирської ОДА за сумлінну працю, значний особистий внесок у підготовку висококваліфікованих спеціалістів з обліку і фінансів для суб’єктів господарювання різних видів економічної діяльності та форм власності, підготовку наукових кадрів.

- 2006 р. За сумлінну працю, високий професіоналізм, відповідальне ставлення до виконання службових обов’язків оголошена подяка Міністр фінансів України.

- 2010 р. Грамота Вища атестаційна комісія України за вагомий особистий внесок, високий професіоналізм у справі розбудови вітчизняної науки, атестацію науково-педагогічних кадрів вищої кваліфікації та з нагоди 50-річчя створення Житомирського державного технологічного університету.

- 2013 р. Грантер Президента України відповідно до Розпорядження Президента України “Про надання грантів Президента України для підтримки наукових досліджень молодих учених” від 30 січня 2007 р. № 18/2007-рп. За сумлінну, бездоганну і плідну працю, високий рівень професійної майстерності, вагомий особистий внесок у навчанні і вихованні підростаючого покоління нагороджено Подякою Міністра освіти і науки України (наказ № 407-к від 25.09.2013 р.).

- 2016 р. Грамота Житомирської обласної ради за багаторічну сумлінну працю, високий професіоналізм, значний особистий внесок у науково-дослідну діяльність.

- 2020 р. Заслужений працівник освіти України (указ президента від 21.08.2020 р. №335/2020)

## Публікації
Понад 100 наукових, навчальних та методичних публікацій, з них 10 монографій, 18 підручників і навчальних посібника у співавторстві з грифом МОНУ. Зокрема, Співавтор підручників з грифом МОН України «Бухгалтерський фінансовий облік» (який витримав 8 видань), «Економічний аналіз», за якими навчаються студенти переважної більшості вищих навчальних закладів України різних форм власності з підготовки дипломованих фахівців з економічних спеціальностей. https://scholar.google.com.ua/citations?user=4u2ElAsAAAAJ&hl=ru

## Наукова робота
- Участь у підготовці та атестації науково-педагогічних кадрів. Підготувала 10 кандидатів економічних наук за спеціальністю 08.00.09 (08.06.04) – бухгалтерський облік, аналіз та аудит.

- 2009-2010 рр. - вчений секретар спеціалізованої вченої ради К. 14.052.01 Житомирського державного технологічного університету МОН України з правом прийняття до розгляду та проведення захистів дисертацій на здобуття наукового ступеня кандидата економічних наук за спеціальністю 08.00.09 – бухгалтерський облік, аналіз та аудит (за видами економічної діяльності).

- З листопада 2013 р. – заступник голови спеціалізованої вченої ради Житомирського державного технологічного університету МОН України (нині Державний університет «Житомирська політехніка») з правом прийняття до розгляду та проведення захистів дисертацій на здобуття наукового ступеня доктора економічних наук за спеціальністю 08.00.09 – бухгалтерський облік, аналіз та аудит (за видами економічної діяльності).

- Неодноразово виступала офіційним опонентом по захисту кандидатських та докторських дисертацій зі спеціальності 08.00.09 – бухгалтерський облік, аналіз

- Учасник та керівник науково-дослідних робіт: “Розробка стратегії соціально-економічного розвитку регіону” (номер державної реєстрації 0102U006355), “Аналітичне забезпечення економічної діяльності в контексті інтеграції України в Європейський союз” (номер державної реєстрації 0106U008457); “Теорія і методологія економічного аналізу в контексті нової парадигми економіки України” (номер державної реєстрації 0107U011276) – є керівником наукової теми.

- Грантер Президента України відповідно до Указу Президента України “Про Положення про порядок надання грантів Президента України для підтримки наукових досліджень молодих учених” від 24 грудня 2002 р. № 1210/2002 і Розпорядження Президента України “Про надання грантів Президента України для підтримки наукових досліджень молодих учених” від 30 січня 2007 р. № 18/2007-рп.

- Заступник голови редакційних колегій України фахових видань категорії Б: «Економіка, управління та адміністрування»; Міжнародний збірник наукових праць “Проблеми теорії та методології бухгалтерського обліку, контролю і аналізу”

## Досвід міжнародної співпраці, пов’язаною з модернізацією вищої освіти
- Еразмус-Мундус 545653-EM-1-2013-1-PL-ERA MUNDUS-EMA21 “Ініціатива університетів Кавказького та Атлантичного регіонів в забезпеченні високих освітніх стандартів” (2013-2017). https://ztu.edu.ua/ua/structure/departments/worldwork/cooperation.php http://erasmusplus.org.ge/files/files/Erasmus_Mundus_Partnerships_in_Georgia.pdf

- Програма транскордонного співробітництва Уряду Туреччини Евланда «Evlanda» (2013-2017):
  - 517138-1-2011-1-JPCR "Подвійний магістерський ступінь з автоматизації/мехатроніки в ЄС — країнах партнерах" (2011-2014).
  - 530644-TEMPUS-1-2012-1-ES-TEMPUS-JPCR “Безпека людини (охорона навколишнього середовища, контроль якості продуктів харчування, охорона здоров’я та соціальний захист) на територіях забруднених радіоактивними речовинами” (2012-2015).

- Проекти за програмою Еразмус+/КА1 — «Міжнародна Кредитна Мобільність».,  Університет м. Ковентрі (Велика Британія) (2018 -2020 рр.).

## Додаткова інформація
- 2010 була членом підкомісії з обліку і аудиту НМК з економіки та підприємництва МОНУ

- Учасник координаційної групи з проведення Всеукраїнських методичних семінарів з підвищення педагогічної майстерності для викладачів облікових спеціальностей

- Certificate Institute of Financial Accountants https://econpapers.repec.org/article/iafjournl/y_3a2015_3ai_3a4_3ap_3a29-37.htm.